# Hatem Trabelsi
Hatem Trabelsi (ara. حاتم الطرابلسي) (Aryanah, Tunis, 25. siječnja 1977.) je bivši tuniški nogometaš i nacionalni reprezentativac.
Igrao je na poziciji braniča dok je tijekom nogometne karijere branio boje CS Sfaxiena, Ajaxa i Manchester Cityja. Za Tunis je nastupao na tri svjetska prvenstva dok je s njime 2004. osvojio Afrički Kup nacija.
Njegovim najjačim osobinama smatrali su se tempo i agilnost iako su kritičari ponekad dovodili u pitanje njegovu predanost.

## Karijera

### Klupska karijera
Iako rođen u Aryanahu, Trabelsi je odrastao u Sfaxu gdje je i započeo nogometnu karijeru. Ondje je nastupao za CS Sfaxien, najprije igravši na poziciji napadača. Nakon igračke ozljede, Hatema se konvertiralo u obranu gdje je postao standardan član momčadi kao desni bek.
Tijekom 2001. godine igrač je potpisao za amsterdamski Ajax. Tijekom petogodišnjeg razdoblja u klubu, igrač je osvojio po dva naslova nizozemskog prvenstva i kupa. Također, uoči sezone 2004./05. bio je na probnom razdoblju u Arsenalu kod Arsèna Wengera. Tada je zadivio Topnike te je između dva kluba dogovorena cijena transfera. Također, japanski proizvođač igara Konami već ga je uvrstio u svojoj igri Pro Evolution Soccer 4 u londonsku momčad. Međutim, Hatem je zbog osobnih razloga odbio transfer te se vratio u Ajax.
U ljeto 2006. povezivalo ga se s nekoliko engleskih klubova, međutim, najbrži je bio Manchester City koji ga je doveo 10. kolovoza kao slobodnog igrača. Ozljeda i problemi s radnom dozvolom nisu mu omogućavali da odmah debitira za novu momčad. Svoj prvi gol za Građane, Trabelsi je zabio u gradskom derbiju protiv Manchester Uniteda. Tada je svladao Edwina van der Sara ali Crveni vragovi su svejedno pobijedili s 3:1. S vremenom je nogometaš izgubio svoje mjesto u prvoj momčadi u konkurenciji s Micahom Richardsom i Nedumom Onuohom. Nakon jedne sezone igrač je napustio klub te je jedno kraće razdoblje nastupao za saudijski Al-Hilal.

### Reprezentativna karijera
Trabelsi je debitirao za Tunis u svibnju 1998. uoči Svjetskog prvenstva u Francuskoj. Za nacionalnu reprezentaciju je nastupao i na Svjetskom prvenstvu 2002. dok je 2004. osvojio Afrički Kup nacija kojem je upravo Tunis bio domaćin. Nakon poraza od Ukrajine na Svjetskom prvenstvu 2006. a samim time i eliminacije iz daljnjeg natjecanja, Trabelsi je najavio povlačenje iz nacionalne selekcije.

##### Pogoci za reprezentaciju
| #  | Datum              | Mjesto       | Protivnik | Pogodak | Rezultat | Natjecanje            |
| -- | ------------------ | ------------ | --------- | ------- | -------- | --------------------- |
| 1. | 15. siječnja 2006. | Radès, Tunis | Gana      | 1 : 0   | 2 : 0    | Prijateljska utakmica |

## Osvojeni trofeji

### Klupski trofeji
| Klub       | Trofej               | Sezona / godina |
| Nizozemska | Nizozemska           | Nizozemska      |
| ---------- | -------------------- | --------------- |
| Ajax       | Eredivisie           | 2001./02.       |
| Ajax       | KNVB Beker           | 2002.           |
| Ajax       | Johan Cruijff Schaal | 2002.           |
| Ajax       | Eredivisie           | 2003./04.       |
| Ajax       | Johan Cruijff Schaal | 2005.           |
| Ajax       | KNVB Beker           | 2006.           |

### Reprezentativni trofeji
| Turnir             | Trofej | Godina |
| ------------------ | ------ | ------ |
| Afrički Kup nacija | Zlato  | 2004.  |